# Nádasi Veronika
Nádasi Veronika (Budapest, 1977. december 4. –) magyar színésznő, énekesnő, szinkronszínész, tanár.

## Életpályája
Érettségi után elvégezte Toldy Mária musicalstúdióját, majd a Kőbányai Könnyűzenei Főiskolán tanult. 2001–2005 között a Színház- és Filmművészeti Egyetem hallgatója operett–musical szakon, Kerényi Imre osztályában. A diplomaszerzése után egy évadot játszott a szolnoki Szigligeti Színházban. 2006-tól a Budapesti Operettszínház tagja, mellette vállal vendégszerepléseket is.
Rendszeresen vokálozik és szinkronizál is. 1996-ban a "Ki mit tud?" országos vetélkedősorozat musical kategóriájának győztese lett, 1997-ben az Eurovíziós Dalfesztivál magyarországi döntőjének második helyezettje volt.
2021-től a Színház- és Filmművészeti Egyetem tanára.

## Színpadi szerepei
| Előadás                            | Szerep                         | Színház                                                     | Rendező              |
| ---------------------------------- | ------------------------------ | ----------------------------------------------------------- | -------------------- |
| Rémségek kicsiny boltja            | Ronette                        | Tatabányai Jászai Mari Színház                              | Frenkó Zsolt         |
| Fame                               | Mabel, Serena                  | Piccoló Színház                                             | Miklós Tibor         |
| Rent                               | Maureen                        | Piccoló Színház                                             | Miklós Tibor         |
| West Side Story                    | Rosalia                        | Ferencvárosi Nyári Játékok                                  | Miklós Tibor         |
| Valahol Európában                  | Éva                            | Fővárosi Művelődési Ház                                     | Somogyi Szilárd      |
| La Mancha lovagja                  | Aldonza                        | Diósgyőri vár                                               | Szegedi Dezső        |
| Miss Saigon                        | Kim                            | Színház- és Filmművészeti Egyetem                           | Kerényi Miklós Gábor |
| Jentl                              | Jentl                          | Színház- és Filmművészeti Egyetem                           | Horváth Patrícia     |
| Kis éji zene                       | Charlotte                      | Színház- és Filmművészeti Egyetem                           | Szirtes Tamás        |
| Hegedűs a háztetőn                 | Jente                          | Színház- és Filmművészeti Egyetem                           | Kerényi Imre         |
| Apácák                             | Roberta                        | Színház- és Filmművészeti Egyetem                           | Dávid Zsuzsa         |
| Mesterkurzus                       | Maria Callas                   | Színház- és Filmművészeti Egyetem                           | Igó Éva              |
| Képzelt riport…                    | Marianne                       | Szigligeti Színház                                          | Szikora János        |
| Volt egyszer egy csapat            | Mary                           | Madách Színház                                              | Szirtes Tamás        |
| Macskajáték                        | Ilus                           | Szigligeti Színház                                          | Sorin Millitaru      |
| Chicago                            | Velma Kelly                    | Szigligeti Színház                                          | Bagó Bertalan        |
| Rudolf                             | Stefánia, Rudolf felesége      | Budapesti Operettszínház                                    | Kerényi Miklós Gábor |
| Rómeó és Júlia                     | Dada                           | Budapesti Operettszínház                                    | Kerényi Miklós Gábor |
| A Szépség és a Szörnyeteg          | Teamama                        | Budapesti Operettszínház                                    | Bőhm György          |
| A víg özvegy                       | Sylviane                       | Budapesti Operettszínház                                    | Béres Attila         |
| Elisabeth                          | Zsófia főhercegnő              | Budapesti Operettszínház                                    | Kerényi Miklós Gábor |
| Abigél                             | Zsuzsanna testvér              | Budapesti Operettszínház                                    | Somogyi Szilárd      |
| Szentivánéji álom                  | Hyppolita                      | Budapesti Operettszínház                                    | Kerényi Miklós Gábor |
| Rebecca – A Manderley-ház asszonya | Mrs. Danvers, Beatrice         | Budapesti Operettszínház                                    | Béres Attila         |
| Szerdán tavasz lesz                | Fodrásznő                      | Budapesti Operettszínház                                    | Somogyi Szilárd      |
| Rudolf                             | Stefánia, Rudolf felesége      | Pécsi Nemzeti Színház                                       | Somogyi Szilárd      |
| Menyasszonytánc                    | Terus, Majzikné, Sára          | Budapesti Operettszínház                                    | Béres Attila         |
| Mirage                             | önálló est                     | Spinoza Színház                                             | Nádasi Veronika      |
| A kaukázusi krétakör               | több szerepben                 | Raktárszínház                                               | Somogyi Szilárd      |
| Veled, Uram!                       | Ilon, Vászoly felesége         | Thália Színház                                              | Somogyi Szilárd      |
| Ördögölő Józsiás                   | Matuzsa, tündérhoni vén        | Budapesti Operettszínház                                    | Somogyi Szilárd      |
| Elfújta a szél                     | Mammy                          | Szegedi Szabadtéri Játékok, Soproni MKB Aréna               | Somogyi Szilárd      |
| Ghost                              | Oda Mae Brown                  | Budapesti Operettszínház                                    | Kerényi Miklós Gábor |
| Pánik a fedélzeten                 | Josephine                      | Pinceszínház                                                | Dömötör Tamás        |
| Elfújta a szél                     | Suellen O'Hara                 | Budapesti Operettszínház, Szegedi Szabadtéri Játékok        | Somogyi Szilárd      |
| Barbara, a kegyetlen játék         | Rebeka                         | Ivancsics Ilona és Színtársai                               | Somogyi Szilárd      |
| Isten pénze                        | Mrs. Crachit                   | Budapesti Operettszínház                                    | Somogyi Szilárd      |
| Egy anya története                 | Éj                             | Miskolci Operafesztivál, Liszt Ferenc Zeneművészeti Egyetem | Zsótér Sándor        |
| Virágot Algernonnak                | Mrs. Donner                    | Raktárszínház                                               | Somogyi Szilárd      |
| A chicagói hercegnő                | Edith Rockefeller              | Budapesti Operettszínház                                    | Béres Attila         |
| Szent Márton – Krisztus katonája   | Anya                           | Iseumi Szabadtéri Játékok                                   | Bagó Bertalan        |
| Fame                               | Ms. Shermann                   | Budapesti Operettszínház                                    | Somogyi Szilárd      |
| Szavak                             | Weisz Fanni hangja             | Játékszín                                                   | Bori Tamás           |
| Carousel – Liliom                  | Nettie Fowler                  | Budapesti Operettszínház                                    | Béres Attila         |
| Apáca Show                         | Mary Patrick nővér             | Budapesti Operettszínház                                    | Szente Vajk          |
| Semmelweis                         | Mária                          | Budapesti Operettszínház                                    | Boross Martin        |
| La Mancha lovagja                  | Aldonza                        | Budapesti Operettszínház                                    | Vincze Balázs        |
| Hegedűs a háztetőn                 | Fruma Sára                     | Budapesti Operettszínház                                    | Bozsik Yvette        |
| Nine                               | Luisa Contini – Guido felesége | Budapesti Operettszínház                                    | Balázs Zoltán        |
| Rozsda Lovag és Fránya Frida       | Fránya Frida, a boszorkány     | Budapesti Operettszínház                                    | Bozsik Yvette        |
| Nők az idegösszeomlás szélén       | Pepa                           | Veres1 Színház                                              | Tasnádi Csaba        |
| Jekyll és Hyde                     | Lucy Harris                    | Budapesti Operettszínház                                    | Vincze Balázs        |
| Monte Cristo grófja                | Pacalio                        | Budapesti Operettszínház                                    | Vincze Balázs        |
| Carmen                             | Carmen                         | Budapesti Operettszínház                                    | Homonnay Zsolt       |

## Filmjei és tévés szerepei
- Régimódi történet (2006) – Jablonczay Margit
- Jóban Rosszban – Kovács Magdi
- Barátok közt (2015, 2016) – Parragh Endréné
- Korhatáros szerelem (2018) – Gizella

## Szinkronszerepei

### Filmek
- A bérgyilkos: Kiképző – (Eugenia Kuzmina)
- A bosszú nyomai: Hanna – (Anna Falchi)
- A Bridge Hollow-i átok: Emily Gordon – (Kelly Rowland)
- Amit szerelemnek hívnak: Lucy – (K.T. Oslin) (második szinkron, 2014)
- A mi emberünk: Gail Perkins – (Naomie Harris)
- A méhész: Verona Parker FBI ügynök – (Emmy Raver-Lampman)
- A Mancs őrjárat: A film: Carmen – (Monique Alvarez)
- A Mancs őrjárat: A szuperfilm: Carmen – (Monique Alvarez)
- A meztelen Juliet: Ros Platt, Annie nővére – (Lily Brazier)
- Angry Birds – A film:  Matilda – (Maya Rudolph)
- Angry Birds 2. – A film: Matilda – (Maya Rudolph)
- A fantasztikus négyes:
- A cipőbűvölő: Marcy – (Dascha Polanco)
- A fejedbe látok: Hildy – (Cynthia Erivo)
- A félelem fészke: Miss Devine – (Cleopatra Coleman)
- A fiúknak – Utóirat: Még mindig szeretlek: Trina Rothschild – (Sarayu Blue)
- A fiúknak – Örökkön örökké: Trina Rothschild – (Sarayu Blue)
- Akik az életemre törnek: Allison – (Medina Senghore)
- A kém:
- A Lego-kaland 2.: Amita Karok királynő – (Tiffany Haddish)
- A sóher: Julie – (Anne-Sophie Girard)
- A sushi árnyékos oldalán: A tévéműsor koordinátora – (Melissa Locsin)
- A szabadság ötven árnyalata: Prescott – (Kirsten Alter)
- A torontói ember: Daniela Marin – (Lela Loren)
- A történet:
- Augusztus Oklahomában: Johnna Monevata – (Misty Upham) (második szinkron)
- Az alany: Leslie Barnes – (Aunjanue Ellis-Taylor)
- Az Igazság Ligája – Az új küldetés: Carol Ferris – (Brooke Shields)
- Az Igazság Ligája: Végtelen Világok Válsága – Harmadik rész: Dr. Beth Chapel – (Cynthia Kaye McWilliams)
- Az utaskísérő – Senkit nem hagy kielégítetlenül: FAFAFA elnöke – (Marcia Gay Harden)
- A Willoughby testvérek kalandjai: Dadus – (Maya Rudolph)
- Barbie: Csillagok között: Anya
- Beépített szépség 2. – Csábítunk és védünk:  Pam – (Leslie Grossman)
- Bérgyilkos Mary: Mary Goodwin – (Taraji P. Henson)
- Bikinifenék megmentése: Szandi Csovi nagy kalandja: Sue Nahmee – (Wanda Sykes)
- Bob, az utcamacska: Kelly – (Nadine Marshall)
- Bob Marley: One Love: Rita Marley – (Lashana Lynch)
- Bűbáj herceg és a nagy varázslat: Nemezis Nemetess – (Nia Vardalos)
- Creed III.: Laura Chavez – (Selenis Leyva)
- Családi találkozó Madeával: Laura – (Gabrielle Dennis)
- Csendes éj: Alex – (Kirby Howell-Baptiste)
- Csingiling: A szárnyak titka:  Dér – (Debby Ryan)
- Csizmás, a kandúr: Az utolsó kívánság: Mama Luna – (Da’Vine Joy Randolph)
- Derült égből karácsony: Abbie – (Lucy DeVito)
- DC Super Hero Girls: Tini szuperhősök – A Szuperhős Gimi: Batgirl – (Mae Whitman)
- Doctor Strange az őrület multiverzumában: – Maria Rambeau / Marvel kapitány (Lashana Lynch)
- Dóra a Sol Dorado nyomában: Sabrina Márquez – (Valentina Latyna)
- Darabokban: Amy – (Blaire Brooks)
- Egy csipet szerelem: Madeline Johnson – (Aadila Dosani)
- Egyesült állatok: Gizella – Bianca Krahl / (Joanna Lumley)
- Everest:
- Éjjeli féreg:
- Frankenweenie – Ebcsont beforr: Tornatanárnő – (Catherine O’Hara)
- Fekete táska: Dr. Zoe Vaughan – (Naomie Harris)
- Fenevad: Amahle – (Naledi Mogadime)
- Felejthetetlen ajándék: Mrs. Henley – (Tina Lifford)
- Gagyi mami 3. – Mint két tojás: Beverly Townsend – (Sherri Shepherd)
- Garfield és a valós világ: Sheila – (Raija Baroudi)
- Gondolkozz pasiaggyal!: Kristen – (Gabrielle Union) (második hang)
- Gyagyás gyilkosság:  Grace Ballard – (Gemma Arterton)
- Harrigan úr telefonja: Ms. Hart – (Kirby Howell-Baptiste)
- Hazugságok mágusa: Annette Bongiorno – (Jane Dashow)
- Havas kaland: Hobbs ügynök „Anya” – (Rukiya Bernard)
- Hubie, a halloween hőse: DJ Aurora (női hangja) – (Vivian Nixon)
- Ismerős a múltból: Ramona – (Zoë Chao)
- Itt a vége: Mindy Kaling – Önmaga
- Jasper: Diva – (Christine Leyser)
- Jó srácok: Lucas anyja – (Retta)
- Jurassic World:
- Kamuzsaruk: JaQuandae – (Jwaundace Candece)
- Karácsonyi fénytusa: Carol Carver – (Tracee Ellis Ross)
- Karácsonyi meglepi: Carolyn McCoy – (Sarayu Blue)
- Kalózok! – A kétballábas banda:
- Két lépés távolság: Nurse Barbara – (Kimberly Hebert Gregory)
- Képzeletbeli barátok: Viola – (Allyson Seeger)
- Kész katasztrófa:
- Kis tini hős: Poppy Blu – (Christy Carlson Romano)
- Kisvárosi maffia: Audrey – (Tammy Blanchard)
- Kívánság: Sakina – (Natasha Rothwell)
- Kódolt kockázat: Sasha – (Natalie Eva Marie)
- Kvartett – A nagy négyes:
- Legeslegjobb cimborák: Macska színésznő
- Lehull az éj: Kelly – (Merritt Wever)
- Lego Batman: A film: Wonder Woman – (Laura Bailey)
- Looper – A jövő gyilkosa:  Beatrix – (Tracie Thoms)
- Luca: Daniela Paguro – (Maya Rudolph)
- Luther: A lemenő nap: Odette Raine – (Cynthia Erivo)
- Macskák: Grizabella – (Jennifer Hudson)
- Marvelek: Maria Rambeau / Maria Rambeau Gemini – (Lashana Lynch)
- Marvel Kapitány: Maria Rambeau – (Lashana Lynch)
- Mandela: Hosszú út a szabadságig: Winnie Mandela – (Naomie Harris)
- Men in Black – Sötét zsaruk a Föld körül: Molly anyja – (Marcy Harriell
- Megjött apuci!:
- Mélyütés: Angela Rivera – (Naomie Harris)
- Micsoda buli: – (Nakia Burrise)
- Mi kell a férfinak?: Mari – (Tamala Jones)
- Míg élünk, szeretünk: Alex – (Elizabeth Banks)
- My Little Pony: Equestria Girls – Barátságpróba: Abacus Cinch igazgatónő – (Iris Quinn)
- My Little Pony: Equestria Girls – Az örök szabadság legendája: Gloriosa Daisy – (Enid-Raye Adams)
- Monster High: A film: Vércse – (Marci T. House)
- Monster High 2.: Vércse – (Marci T. House)
- Ne nézz fel!: Paula Woods – (Chris Everett)
- Nincs idő meghalni: Eve Moneypenny – (Naomie Harris)
- Nyírjuk ki Gunthert: Mia – (Allison Tolman)
- Ocean’s 8 – Az évszázad átverése: Amita – (Mindy Kaling)
- Öngyilkos szüzek: Mrs. Buell – (Sherry Miller) (második szinkron, 2015)
- Öt éjjel Freddy pizzázójában: Dr. Lillian – (Tadasay Young)
- Parasztvakítás: Lyuba – (Szófija Zajka)
- Pszichoanyu: Elyse – (Elaine tan)
- Rabságban: Lynn Campbell – (Sydelle Noel)
- Rampage – Tombolás: Dr. Kate Caldwell – (Naomie Harris)
- Randivonat: Rebook – (Sandra Caldwell) – (második magyar szinkron, 2013)
- Ralph lezúzza a netet: Kis Debbie – (GloZell Green)
- Rejtőzködő fenevadak: Katie – (Lydia Leonard)
- Rustin: Coretta Scott King – (Carra Patterson)
- Saltburn: Lady Daphne – (Lolly Adefope)
- Sinister 2. – Az átkozott ház:
- Senki nem szabadul élve: Kinsi – (Moronke Akinola)
- Scooby-Doo: Az operaház fantomjai: Lotte Lavoie – (Vivica A. Fox)
- Spectre – A Fantom visszatér: Eve Moneypenny – (Naomie Harris)
- Skyfall: Eve – (Naomie Harris)
- Sötét múlt: Mira Jones – (Emmy Raver-Lampman)
- Szabadíts meg a gonosztól: Ebony Jackson – (Andra Day)
- Szuperagy: Tyson rendező – (Rachel Ticotin)
- Táncoló talpak 2.: Gloria – (Pink)
- Telitalálat: Jenna – (Gabrielle Union)
- Télapó nyomában: Télapóné – (Kathleen Barr) (második magyar változat, Paramount Channel, 2018)
- 12 katona:
- Tom és Jerry – Vigyázz, kész, sajt!:  Hölgy – (Tress MacNeille)
- Transformers: A fenevadak kora: Breanna Diaz – (Luna Lauren Vélez)
- Tini: Violetta átváltozása: Ludmila Ferro – (Mercedes Lambre)
- Tűnj el!: Georgina – (Betty Gabriel)
- Újra akcióban: Wendy – (Fola Evans-Akingbola)
- Vaiana:
- Verdák 3.: Cukorfalat – (Andra Day)
- Venom 2. – Vérontó: Frances Barrison – (Naomie Harris)
- Végső állomás 4.: Janet Cunningham – (Haley Webb)
- Vigyél a holdra: Jolene Vanning – (Stephanie Kurtzuba)
- Violetta: A színpadon: Ludmila Ferro – (Mercedes Lambre)
- Villám és a varázsló: Carla – (Kathleen Browers)
- Violetta: A koncert: Ludmila Ferro – (Mercedes Lambre)
- Vissza a jelenbe 2.: Courtney – (Kellee Stewart)
- Váratlan szépség: Madeleine – (Naomie Harris)
- Wonder Woman 1984: Carol – (Natasha Rothwell)
- Wonka: Csöpi Csápszer – (Natasha Rothwell)

### Sorozatok
- A csapda: Ayşe – (Naz Göktan)
- A csodadoktor: Selen asszony / Füsun
- Alma és Hagyma: Pizzamama / Ravioli – (Katie Crown)
- A diplomata: Georgia – (Adrienne Warren)
- A franchise: Dagmara "Dag" Nwaeze – (Lolly Adefope)
- A holnap legendái: Nyssa al Ghul – (Katrina Law)
- A zöld íjász: Nyssa al Ghul – (Katrina Law)
- Amerikai fater:
- Amerikai Horror Story: (Leslie Grossman)
- Amerikai Horror Story: Szekta: Meadow Wilton / Patricia Krenwinkel – (Leslie Grossman)
- Amerikai Horror Story: Apokalipszis: Coco St. Pierre Vanderbilt – (Leslie Grossman)
- Amerikai Horror Story: 1984: Margaret Booth – (Leslie Grossman)
- Amerikai Horror Story: Két történet: Ursula (Első rész: A Vörös Apály) / Dr. Calico (Második rész: A Halál Völgye) – (Leslie Grossman)
- Amerikai Horror Story: New York: Barbara Read – (Leslie Grossman)
- A Rezidens: Mina Okafor – (Shaunette Renée Wilson)
- A gazdagság ára: Britny Chantal Domínguez – (Lorena Graniewicz)
- Agymenők: Anu – (Rati Gupta)
- A házasság buktatói: Elçin Berksoy – (Tuğçe Ersoy)
- A hegyi doktor – Újra rendel: Rike Jäger – (Regula Grauwiller)
- A Lármás család: Kate Bernardo – (Grey DeLisle) (ötödik évad)
- A nagy ugrás: Gabby Lewis – (Simone Recasner)
- A Macska: Gisela Sinfuegos – (Mónika Sánchez)
- Aranyhaj: A sorozat: Rosszmáj Rozi boszi – (Danielle Brooks)
- A rendfenntartó: Rachel Hargreaves – (Adelayo Adedayo)
- A rezidencia: Sheila Cannon – (Edwina Findley)
- A sárkányherceg: Janai – (Rena Anakwe)
- A sors útjai: Maribel – (Aracelia Ramírez)
- A sors útvesztői: Zahide Demirhan – (Esra Dermancıoğlu)
- A S.H.I.E.L.D. ügynökei: Anne Weaver – (Christine Adams)
- A szerelem nevében: Natalia Ugarte de Iparraguirre – (Paty Díaz)
- A szerelem tengere: Transito – (Yirelka Yerladine)
- A szépség ára: Delinda – (Ursula O. Robinson)
- A tanszékvezető: Yaz McKay – (Nana Mensah)
- A tett:
- Apu, az intergalaktikus fejvadász: KRS – (Yvette Nicole Brown)
- Az ifjú Sheldon: Darlene – (Julia Pace Mitchell)
- Az igazság ifjú ligája: Barbara Gordon "Batgirl" – (Alyson Stoner)
- Az izraeli kém: Maya – (Yael Eitan)
- Az Oroszlán őrség: ReiRei – (Ana Gasteyer)
- Azúrkék nyomok és te: Nap
- A végzet asszonya: Presa – (Claudette Maillé)
- Alicia új élete: Karina – (Lorena Graniewicz)
- A múlt árnyékában: Mária „Mery” Volárová – (Lujza Garajová Schrameková)
- Ana három arca: Viridiana Betancourt – (Mónika Sánchez)
- Az én kis családom: Esra – (Pinar Tore)
- Az érzelmek tengerén: Fikriye Yılmaz – (Yeşim Ceren Bozoğlu)
- Az én lányom: Asu Karahan – (Selin Şekerci)
- Az utolsó ember a Földön: Erica Dundee – (Cleopatra Coleman)
- Bahar – Egy új esély: Çağla Sert – (Elit Andaç Çam)
- Bakugan szörny bunyósok: Sellon – (Katie Griffin)
- Barbie Dreamtopia:
- Batman: A rajzfilmsorozat: Dana Blessing – (Vernee Watson) (harmadik magyar változat, (RTL Spike)
- Bajusz Birodalom: Mesés – (Myla Beau)
- Bébi úr: Vissza a kiságyba: Csupaszem Szabadszáj vezérbébi – (Nicole Byer)
- Birodalmi alakulat: Enyves Fernández – (Nicki Burke)
- Bírónő, kérem!: Sherri Kansky – (Ruthie Ann Miles)
- Ben 10:
- Ben 10: Ultimate Alien: Rojo – (Kari Wahlgern)
- Bob szereti Abisholát: Abishola Bolatito Doyinsola Oluwatoyin Adebambo – (Folake Olowofoyeku)
- Bűnök iskolája: Tanácsadó az iskolában – (Ege Kokenli)
- Bűnös Chicago: Carmen – (Beatriz Jamaica) / Vanessa Rojas – (Lisset Chavez) / Tianna Burrows – (Ashley D. Kelley)
- CSI: Las Vegas-i helyszínelők: Ahalya "Allie" Rajan – (Mandeep Dhillon)
- Castle: Hayley Shipton – (Toks Olagundoye)
- Chicago Med: Maggie Lockwood – (Marlyne Barrett)
- Clarence: Megan
- Croodék – A fény kora: Meep – (Ana Gasteyer)
- Csillag kontra Gonosz Erők: Mrs. Diaz – (Nia Vardalos)
- Csúcsformában: Didi Diaz őrmester – (Aimee Garcia)
- DC Super Hero Girls: Tini szuperhősök: Batgirl – (Mae Whitman)
- Don Matteo: Rita Trevi – (Giulia Fiume)
- Doom Patrol: Roni Evers – (Karen Obilom)
- Dóra: Kapu
- Dronix csapat: Ms. Qadesh – (Magali Rosenzweig)
- Dug kalandjai: Csiga – (Heather Eisner)
- Dzsungelriportok: A mentőakció: Melina / Az egyik Coro (Magyar hang: Boomerang / Digital Media Services + SDI Media Hungary)
- Emberi erőforrások: Donna Fredrick – (Ashley London)
- Elárulva – Samra asszony
- Elena, Avalor hercegnője: Charica – (Danielle Brooks)
- Elif – A szeretet útján: Gonca Acar – (Dilara Yüzer)
- Erdei tanoda: Patkánymama (második magyar szinkron, M2, 2017)
- Én kicsi pónim: Varázslatos barátság: Countess Coloratura (Lena Hall) / Tree Hugger (Nicole Oliver) / Autumn Blaze (Rachel Bloom)
- Éliás, a kis mentőhajó: Csitt
- É-szakik: Diondra Tundra – (Robin Thede)
- FBI – New York különleges ügynökei: Kristen Chazal – (Ebonée Noel)
- Fatmagül: Mukaddes – (Esra Dermancıoğlu)
- Family Guy: Cheryl Tiegs
- Fiorella: Simona – (Claudia Acosta)
- Flipper és barátai:
- Frasier – A dumagép: Roz Doyle – (Peri Gilpin) (második változat)
- Fosse/Verdon: Liza Minnelli – (Kelli Barrett)
- Garfield és barátai:
- Gofri, a csodakutya: AJ – (Shyam Bhatt)
- Goldie és Mackó: Mackó – (Georgie Kidder)
- Gondos Bocsok: Harmónia Bocs
- Gondos Bocsok és az Unokatesók: Harmónia bocs – (Nayo Wallace)
- Harlem: Angie – (Shoniqua Shandai)
- Hat nővér: Diana Silva
- H2O: Vízcseppből varázslat: Sue
- Hiro, a cseregyerek:
- Hókusz-pókusz: Villám csiga – (Fran Bill) (második hang)
- Holly Hobbie:
- Hotel Transzilvánia: A sorozat: Penelope (vérdisznó)
- Hörcsi és Gretel: La Cebolla – (Karina La Voz)
- Hős6os: A sorozat: Barb – (Katy Mixon)
- Hupikék törpikék: Bibircsóka / Agáta (Janet Waldo) (második magyar változat, TV2, 2016) / Ismeretlen szereplő
- Jóapátok: Mrs. Rodriguez – (Diana Maria Riva)
- Kacsamesék: Pecek Meg – (Kimberly Brooks)
- Kalandra fel! Távoli világok: Marceline – (Olivia Olson)
- Kalandra fel!: Marceline, Záp
- Kalandra fel! Fionna és Cuki: Marceline Abadeer – (Olivia Olson)
- Kísérőzene: De'Andra Green – (Christina Milian)
- Korall tábor: SpongyaBob alsós évek:
- Koponya-sziget: Irene – (Betty Gilpin)
- Kókusz Kokó, a kis sárkány: Desirée
- Kutyapajtik: Harriet (Mo Collins)
- Kuzey Güney – Tűz és víz: Szerap
- L: A Q generáció: Sophie Suarez – (Rosanny Zayas)
- Lángoló Chicago: Anna – (Mouzam Makkar) / Maggie Lockwood – (Marlyne Barrett) (negyedik évad, 16. epizód)
- Lego Nexo Knights: Whiparella – Nicole Oliver
- Lego Ninjago: A Spinjitzu mesterei: Aspheera
- Legyőzhetetlen: Amber Bennett – (Zazie Beetz)
- Loopdidoo:
- Love, Death & Robots: Alice – (Élodie Yung)
- Luther: Odette Raine – (Cynthia Erivo)
- Mrs. America: Shirley Chisholm – (Uzo Aduba)
- Mayans M.C.: Sederica Palomo – (Mía Maestro) (második évad)
- My Little Pony: Equestria Girls – Barátságpróba: Abacus Cinch igazgatónő – (Iris Quinn)
- My Little Pony: Equestria Girls – Az örök szabadság legendája: Gloriosa Daisy – (Enid-Raye Adams)
- Mr. Peabody és Sherman show: Christine – (Da’Vine Joy Randolph)
- Maricruz: Clorinda – (María Goretti)
- Mysticons: Eartha
- Maja, a méhecske: Barry (első évad)
- Marcelino:
- Mária Terézia: von Graben grófnő – (Petra Polnisová)
- Mini Madagaszkár – Vár a nagyvilág:
- Mysticons: Eartha
- Monster High: Nefera (első hang) – (Wendee Lee)
- Monster High: Vércse igazgatónő – (Debra Wilson)
- Montecristo bosszúja: Helena Vilaforte – (Itziar Atienza)
- Narancs az új fekete: Dayanara "Daya" Diaz – (Dascha Polanco)
- Ne hagyj el!: Maite – (Maya Mishalska)
- 4 szupercsajszi: Nap Blokk – (Chi Mhende)
- Nyuszipoly – Barbara
- OK K.O.! Legyünk hősök!: Gránát – (Estelle)
- Ollie tuti tatyója: Picur őrnagy, Dr. Foster
- Páratlan páros: Sam Swift – (Rachel Bilson)
- Peacemaker – Békeharcos: Leota Adebayo – (Danielle Brooks)
- Péter Meseországban:
- Pindúr pandúrok: Parie
- Pif és Herkules:
- Pin kód: Panka
- Polly Pocket – Apró erő: Griselle – (Patricia Drake)
- Puszi: Kitty: Trina – (Sarayu Blue)
- Red Line: Suzanne Davis – (Enuka Okuma)
- Rejtélyek az Alpokban: Maria Beissl – (Kathrin von Steinburg)
- Sadie Sparks: Purrpetua
- Star Wars: A sors erői: Maz Kanata – (Lupita Nyong’o)
- Star Wars: A klónok háborúja: Meena Tills – (Anna Graves) / Adi Gallia – (Angelique Perrin) (negyedik hang)
- Steven Universe:[4] Gránát – (Estelle)
- Sárkányok: Hanga – (Mae Whitman) (második hang, 3–8. évad)
- Star Wars: A sors erői: Maz Kanata – (Lupita Nyong’o)
- Szerelem vagy kötelesség: Louise
- Szerelemre nincs recept: Filipa Guerra Alvarado – (Liz Gallardo)
- Szellemőrzők: Pók – (Brooke Simpson)
- Szívek doktora: Dr. Zoe Hart – (Rachel Bilson)
- Szulejmán: Isabella Fortuna – (Melike İpek Yalova)
- Szuper szárny: Rhonda – (Raven Dauda)
- Szófia hercegnő: Robin – (Meghan Strange) / Belle – (Julie Nathanson) / Charlotte hercegnő – (Megan Hilty)
- Tekken: Vérvonal: Nina Williams – Japán hang: Tóma Jumi / Angol hang: (Erika Harlacher)
- Tinga Tinga mesék:
- Totál Drámaráma:
- Transformers: Robots in Disguise: Scatterspike – (Robin Weigert)
- The Lodge: Olivia Clark – (Laila Rouass)
- Tini titánok, harcra fel!: Raven (énekhang, 61. epizód) / Feketetűz (második hang)
- Tini: Violetta átváltozása: Ludmilla Ferro – (Mercedes Lambre)
- Transformers: Armada: Kelly Bomgartner – Nicole Oliver (38–39. rész)
- The Lodge: Olivia Clark – (Laila Rouass)
- Turbó Spuri: Parázs – (Grey DeLisle)
- Unikornis: Michelle – (Maya Lynne Robinson)
- Űrhadosztály: Kelly King – (Jessica St. Clair)
- V generáció: Vanessa – (Alex Castillo)
- Vad természet: Esther Avalos – (Nicola Correia-Damude)
- Vampirina: Nagyi – (Vanessa Ferlito)
- Vásott szülők: Julia Braverman-Graham – (Erika Christensen)
- Viking suli: Idea kisasszony
- Violetta: Ludmila "Ludmi" Ferro – (Mercedes Lambre)
- Violetta: A koncert: Ludmilla Ferro – (Mercedes Lambre)
- Violetta: A színpadon: Ludmilla Ferro – (Mercedes Lambre)
- Verdák az utakon: Bella Kadabra – (Megan Cavanagh)
- Vészhelyzet Mexikóban: Rebeca
- X-Men – Az újrakezdés: Ciklon
- X-Men: Evolúció: Jean Grey – (Venus Terzo) (második hang, negyedik évad)
- Yo-kai őrzők: Cadin
- Zokie és Ruby szerint a világ: Anyakovász

### Videójáték
- League of legends – Bel'Veth, Renata Glasc, Vi

## Díjai, elismerései
- 1996 – Ki Mit Tud? – országos vetélkedősorozat – a musical kategória győztese
- 1997 – Eurovíziós Dalfesztivál – magyarországi döntő – második helyezett
- 2013 – Arany Kotta Díj – legjobb színésznő új musicalprodukcióban
- 2014 – Csillag-díj – az évad női karakterszereplője
- 2014 – Díj a Magyar Operett Napja alkalmából – az évad musicalszínésze
- 2019 – Honthy-díj – az évad női karakterszereplője